# Rigel
Rigel (Beta d'Orió / ß Orionis) és un estel de la constel·lació d'Orió, i el setè més brillant del cel nocturn, amb magnitud 0,18. Encara que sigui la beta d'Orió, en realitat és més brillant que l'alfa, Betelgeuse.
La distància a Rigel es calcula entre 700 i 900 anys llum; l'estimació de l'Hipparcos és 773 anys llum (237 parsecs), però en aquest rang l'error és bastant gran. Rigel és una B8 Ia, supergegant, i brilla aproximadament amb una potència 40,000 vegades superior a la del Sol. És per molt l'estel més lluminós en aquesta regió local de la Via Làctia; cal viatjar uns 3.300 anys llum (1.000 parsecs) fins a Deneb per a trobar un estel més potent.

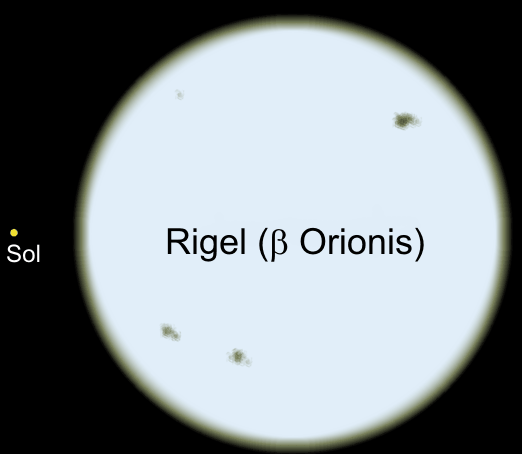
Rigel en comparació amb el Sol.

En ser tan brillant, i al moure's en una regió de nebulositat, no és una sorpresa que Rigel il·lumini alguns núvols de pols en el seu veïnatge. Rigel està relacionada amb la Nebulosa d'Orió, que està aproximadament al doble de distància de la Terra (encara que té la mateixa alineació que l'estel respecte al Sol). A pesar de la diferència en la distància, observant el camí seguit per Rigel a través del temps, el porta molt a prop de la nebulosa. Així, Rigel es classifica de vegades com un membre perifèric de l'Associació Orió OB1, de la mateixa manera que moltes altres estrelles brillants en aquella regió del cel; també es pot considerar un membre de l'Associació Taurus-Orió R1 (llavors es reserva l'associació OB1 per a estels més propers a la nebulosa i formats més recentment).
Es creu que Rigel és un estel triple. L'estel principal és orbitat per dues altres companyes menors, Rigel B i Rigel C, que orbiten una al voltant de l'altra a una distància de 28 ua i a la vegada orbiten Rigel conjuntament, a una distància d'aproximadament 2.000 ua.
És també variable, a la manera lleu i irregular habitual de les supergegants. El rang de variabilitat va de 0,03 a 0,3 magnituds, de tres al trenta per cent, en uns 25 dies de mitjana. De vegades s'ha proposat un quart estel al sistema, però normalment es considera que això és degut a una mala interpretació de la variabilitat de l'estel principal, que pot ser causada per una pulsació física de la seva superfície.
El nom de l'estrella prové de la seva posició en el "peu esquerre" d'Orió. És una contracció de rijl jauza al-yusra, que en àrab significa "peu esquerre de qui és al centre". Un altre nom àrab és الرجل الجبار ar-rijl al-jabbār, "el peu del gegant", que també és l'origen d'un altre nom de l'estrella: Algebar.

## Nomenclatura
El 2016, la Unió Astronòmica Internacional (UAI) va incloure el nom de «Rigel» al seu Catàleg de noms d'estrelles. Segons la UAI, aquest nom propi només s'aplica al component principal A del sistema Rigel. En catàlegs astronòmics històrics, el sistema s'enumera de forma diferent, com ara H II 33, Σ 668, β 555 o ADS 3823. Per simplicitat, les companyes de Rigel es coneixen com a Rigel B, C i D; la UAI descriu aquests noms com a «sobrenoms no oficials útils». En els catàlegs complets moderns, tot el sistema múltiple d’estrelles es coneix com a WDS 05145-0812 o CCDM 05145-0812.

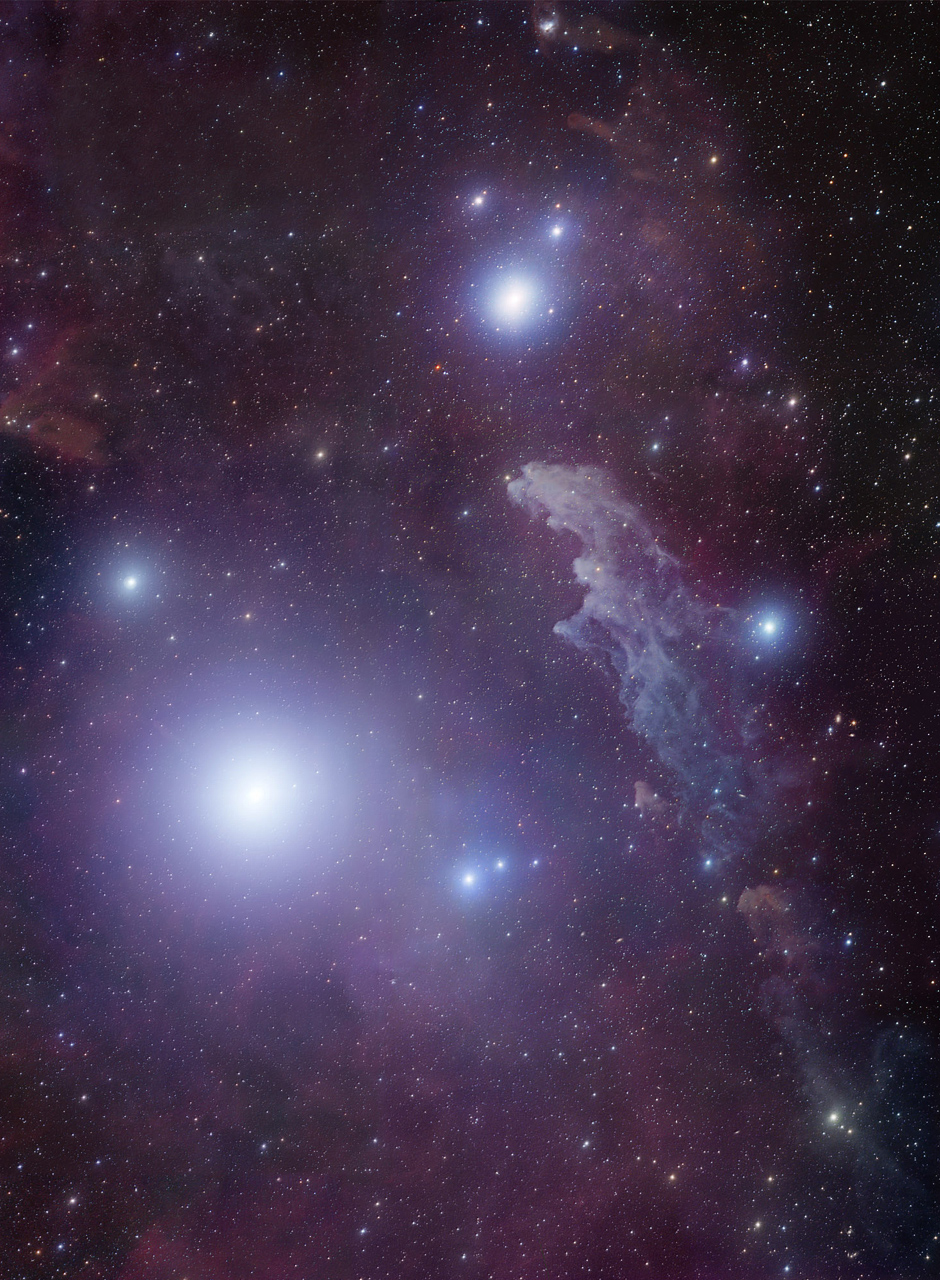
Rigel i la nebulosa de reflexió IC 2118 a Eridà. Rigel B no és visible a l'enlluernament de l'estrella principal.

La designació de Rigel com a β Orionis (llatinitzada a Beta Orionis) la va formular Johann Bayer el 1603. La designació «beta» es dona normalment a la segona estrella més brillant de cada constel·lació, però Rigel és gairebé sempre més brillant que α Orionis (Betelgeuse). L'astrònom James B. Kaler ha especulat que Bayer va anomenar Rigel d'aquesta manera durant un període rar en què va ser superada per l'estrella variable Betelgeuse, cosa que va provocar que aquesta última fos designada «alfa» i Rigel «beta». Bayer no va ordenar estrictament les estrelles per brillantor, sinó que les va agrupar per magnitud. Rigel i Betelgeuse eren considerades totes dues de primera magnitud, i a Orió es creu que les estrelles de cada classe es van ordenar de nord a sud. Rigel s'inclou al Catàleg General d'Estels Variables, però com que ja té una designació Bayer no té cap designació d'estrella variable separada.
Rigel té moltes altres designacions estel·lars extretes de diversos catàlegs, inclosa la designació Flamsteed 19 Orionis (19 Ori), l'entrada HR 1713 del Catàleg d'Estrelles Brillants i el número al catàleg Henry Draper és HD 34085. Aquestes designacions freqüentment apareixen als escrits científics, més que no pas en escrits de divulgació.

## Distància
La distància entre Rigel i el Sol és incerta, i s'ha obtingut amb diferents estimacions mitjançant mètodes varis. La nova reducció d'Hipparcos de 2007 de la paral·laxi de Rigel és de 3,78 ± 0,34 més, donant una distància de 863 anys llum (265 parsecs) amb un marge d'error d’aproximadament un 9%. Rigel B, generalment considerat físicament associat a Rigel i a la mateixa distància, té una paral·laxi de Gaia Data Release 2 de 2,9186 ± 0,0761 més, cosa que suggereix una distància al voltant de 1.100 anys llum (340 parsecs). Tot i això, les mesures d'aquest objecte poden no ser fiables.
També s'han emprat mètodes d’estimació de distància indirecta. Per exemple, es creu que Rigel es troba en una regió de nebulositat, la seva radiació il·lumina diversos núvols propers. La més notable és la IC 2118 de 5 ° de llargada (Nebulosa del cap de bruixa), situada a una separació angular de 2,5 ° de l'estrella, o a una distància projectada de 39 anys llum (12 parsecs). A partir de mesures d'altres estrelles incrustades en nebuloses, s'estima que la distància d'IC 2118 és de 949 ± 7 anys llum (291 ± 2 parsecs).
Rigel és un membre perifèric de l'Associació OB1 d'Orió, que es troba a una distància de fins a 1.600 anys llum (500 parsecs) de la Terra. És membre de l'Associació R1 Taure-Orió poc definida, que es troba una mica més a prop, a 1.200 anys llum (360 parsecs). Es creu que Rigel és considerablement més proper que la majoria dels membres d'Orió OB1 i la nebulosa d'Orió. Betelgeuse i Saiph es troben a una distància similar a la de Rigel, tot i que Betelgeuse és una estrella fugitiva amb una història complexa i que es podria haver format originalment al cos principal de l'associació.

## Literatura
Rigel és un dels quatre cavalls de la quadriga de Ben Hur, a l’obra de Wallace. També es mencionada en la novel·la d'Ernest Hemingway El vell i el mar.

## Noms de vaixell
- 1894. Torpediner espanyol.[41]
- 1924. MS Rigel.[42]
- 1954. USS Rigel.[43][44]